# くさび緊結式足場

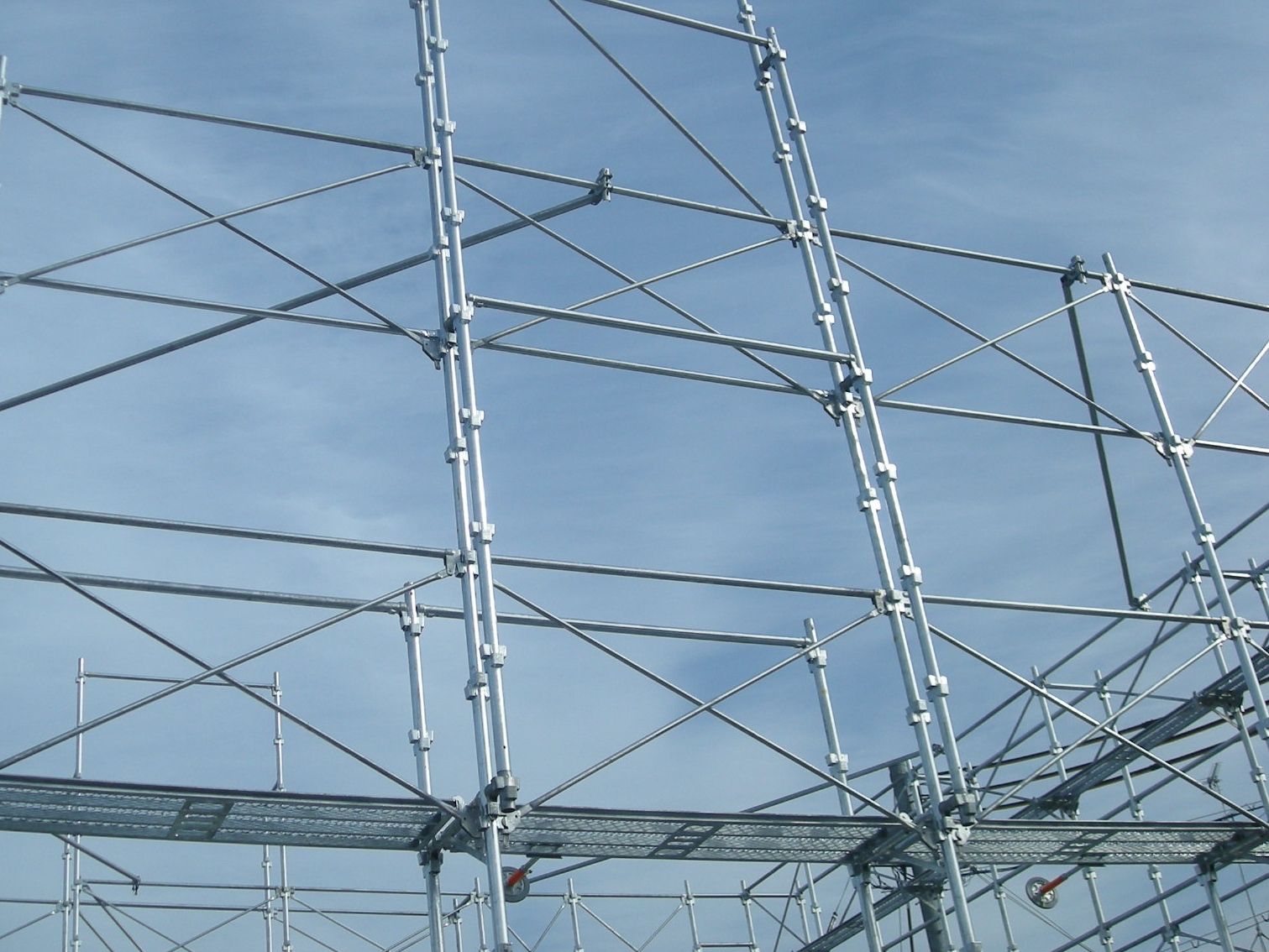
くさび緊結式足場

くさび緊結式足場（くさびきんけつしきあしば）とは、工事現場で使用される、足場の一種である。

## 概要
木造家屋等低層住宅では、足場を設置する敷地が狭く、建物の形状が複雑であるため、盛替え、組み替え作業が簡単にでき、建物の形状に容易に対応出来る足場として使用されている。この足場は、一定間隔に緊結部を備えた鋼管を建地（支柱）とし、緊結部付きの水平材、斜材等を建地の緊結部にくさびで緊結し、床付き布枠を作業床とした足場で、部材がユニット化されておりハンマー1本で組立が出来る。これを別称ハンマーステップともいう。従来、木造家屋等低層住宅工事用の足場として使用されてきたが、近年、その足場の部材を用い本足場として組み立て、中層建築工事用の足場としても使用されている。もしくは高層建築でも外壁の塗り替えなど短期間の補修に足場として使用することもある。
基本部材構成は、緊結部付支柱、緊結部付布材、緊結部付腕木材、床付き布枠、緊結部付ブラケット、ねじ管式ジャッキ型ベース金具、壁つなぎ、くさび緊結式足場用斜材または大筋かいとなる。最初に1979年株式会社大三機工商会（現、株式会社ダイサン）が国内初めての、くさび緊結式足場であるビケ足場を開発したことから、くさび緊結式足場の事を、ビケ足場と呼ぶ場合がある。

## くさびによる緊結方式
- ブリッジ型緊結方式
布材等の端部にコの字状に溶接加工された緊結部を建地（支柱）に溶接取付けしてあるポケット金具又はフランジ金具にはめ込み、くさびをハンマーで打ち込み連結する方式。
- ポケット型緊結方式
布材、ブラケット等の部材に直接くさび付き金具が溶接加工されており、このくさび付き金具を建地（支柱）に溶接取付けしてあるポケットの金具にハンマーで打ち込み連結する方式。

## くさび緊結式足場の技術基準
平成15年6月に（社）仮設工業会より、「くさび緊結式足場の部材及び附属金具」に適合する部材を用いた安全基準として、「くさび緊結式足場の組立て及び使用に関する技術基準」が制定された。
- くさび緊結式ビル工事用足場
高さ31m以下のビル工事等の建設工事に使用されるくさび緊結式足場。
- くさび緊結式住宅工事用足場
軒の高さ10m未満の木造家屋等低層住宅の建築工事に使用されるくさび緊結式足場。

## 手すり先行工法
平成15年4月に厚生労働省は「手すり先行工法に関するガイドライン」を策定。事業者等の責務は働きやすい安心感のある足場を使用し、労働災害の防止に努めるものとされ、手すり先行工法の種類は「手すり先送り方式」「手すり据置方式」「手すり先行専用足場方式」の三つに分けられる。また、働きやすい安心感のある足場の種類としては、「手すり先行専用足場型」「改善措置機材設置型」の2種類がある。国土交通省においても「建設工事事故防止のための重点対策の実施」にて同ガイドラインを的確に実施するものとされている。
他の足場と同様にくさび緊結式足場についても、対応部材が開発され、建設現場において普及しつつある。